# Barranquitas
Barranquitas és un municipi de Puerto Rico situat a la regió central de l'illa, a la zona de les Montañas Húmedas del Este. És també conegut amb els noms de Cuna de Próceres, Cuna Feria de Artesanías, El Altar de la Patria i El Pueblo de Luis Muñoz Rivera. Confina al nord amb el municipi de Corozal i Naranjito; al sud amb Coamo i Aibonito, a l'est amb Comerío i Cidra i a l'oest amb Orocovis. Forma part de l'Àrea metropolitana de San Juan-Caguas-Guaynabo.
El nom de Barranquitas neix del sòl fangós que és arrossegat pels corrents d'aigua, al qual se li diu "barranc" i en el seu diminutiu "Barranquitas". El municipi està dividit en 8 barris: Barrancas, Barranquitas Pueblo, Cañabón, Helechal, Honduras, Palo Hincado, Quebrada Grande i Quebradillas.